# 东江南干流

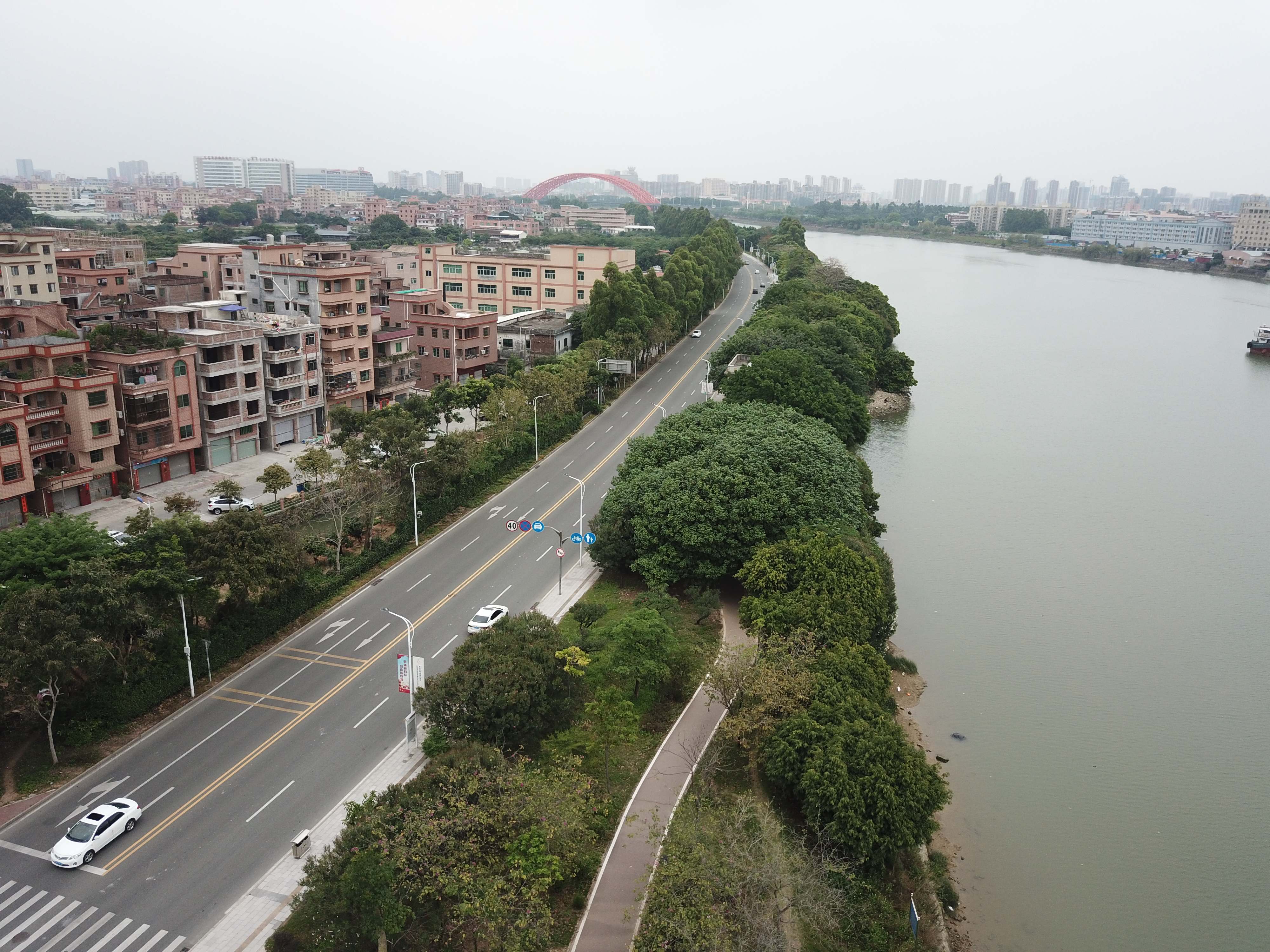
东江南干流。

东江南干流，位于广东省东莞市境内，东江干流在东莞市石龙镇石龙头分为南北两支，北支称东江北干流，南支称“东江南干流”。南干流自石龙头向西南流，于东城街道峡口左纳寒溪水，至大王洲右岸有分汊至高埗镇卢村接中堂水道，南干流主干向西南流经东莞市区莞城街道，至博厦社区鳒鱼洲左岸分出厚街水道，经道滘镇，于沙田镇阇西村泗盛西南汇入狮子洋，全长39.5千米，河道平均比降0.23‰。东莞南干流在万江街道以下河段也称东莞水道。东江南干流是东莞市最主要的饮用水水源地，沿线水厂规模超过300万吨每日。